# Андларош
Андларо́ш (фр. Andelaroche) — коммуна во Франции, находится в регионе Овернь. Департамент коммуны — Алье. Входит в состав кантона Лапалис. Округ коммуны — Виши.
Код INSEE коммуны — 03004.

## Население
Население коммуны на 2008 год составляло 286 человек.
| 1962 | 1968 | 1975 | 1982 | 1990 | 1999 | 2008 |
| ---- | ---- | ---- | ---- | ---- | ---- | ---- |
| 352  | 371  | 357  | 300  | 288  | 267  | 286  |

## Экономика
В 2007 году среди 158 человек в трудоспособном возрасте (15—64 лет) 113 были экономически активными, 45 — неактивными (показатель активности — 71,5 %, в 1999 году было 68,2 %). Из 113 активных работали 107 человек (63 мужчины и 44 женщины), безработных было 6 (2 мужчин и 4 женщины). Среди 45 неактивных 12 человек были учениками или студентами, 18 — пенсионерами, 15 были неактивными по другим причинам.